# Leônidas da Silva
Leônidas da Silva, ook bekend als kortweg Leônidas (Rio de Janeiro, 6 november 1913  - Cotia, 24 januari 2004) was een Braziliaanse voetballer en commentator. Hij wordt beschouwd als een van de belangrijkste voetballers uit de eerste helft van de 20ste eeuw. Hij speelde op twee wereldbekers voor Brazilië en werd topschutter van het WK 1938. Zijn bijnaam was de zwarte diamant.

## Biografie
Leônidas begon zijn carrière bij São Cristóvão en na enkele tussenstops had hij een buitenlands avontuur in 1933 bij het Uruguayaanse Peñarol. In 1934 ging hij voor Vasco da Gama spelen en won met deze club het staatskampioenschap. Een jaar later werd hij opnieuw kampioen, deze keer met Botafogo. Van 1936 tot 1942 speelde hij voor Flamengo en werd ook hier kampioen, in 1939. Hij was een van de eerste zwarte spelers die voor eliteclub Flamengo speelde. Van 1943 tot aan zijn pensioen in 1950 speelde hij voor São Paulo.
Hoewel de omhaal al eerder bestond, wordt deze toch ook deels toegeschreven als uitvinding van Leônidas. Hij scoorde ook op het WK vanuit deze positie.
Hij speelde negentien keer voor het nationale elftal en werd topschutter op het WK van 1938. Bondscoach Adhemar Pimenta besloot zijn krachten te sparen in de halve finale tegen Italië, die de Brazilianen echter verloren.
Na zijn voetbalcarrière werd hij commentator op de radio. Vanaf 1974 leed hij aan Alzheimer en overleed hieraan uiteindelijk in 2004.